# Offerdjur

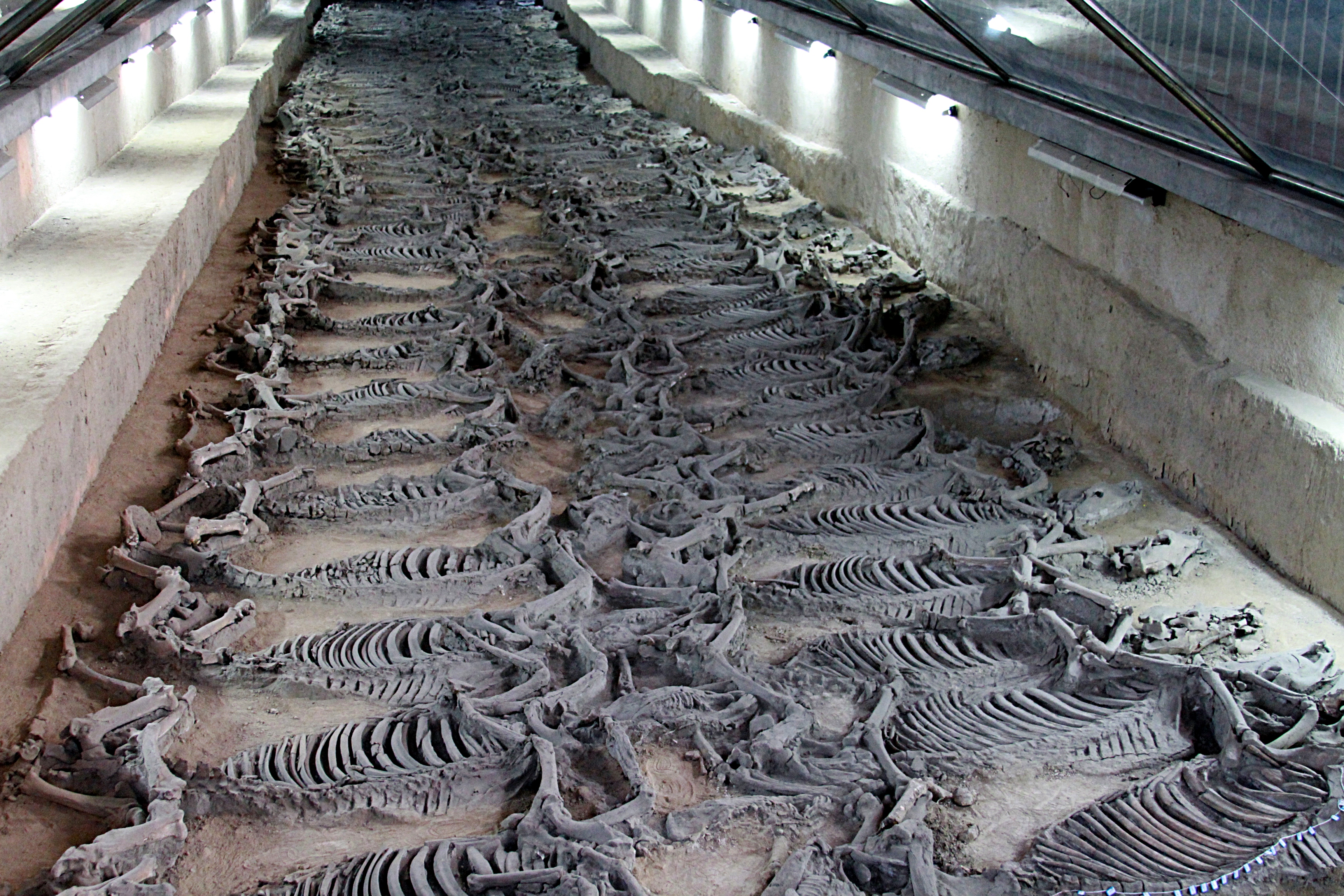
Ungefär 600 offrade hästar vid Hertig Jing av Qis grav i Kina.

Offerdjur är djur avsedda att offras i religiösa ritualer, något som varit och fortfarande är vanligt förekommande i många kulturer. Offrets symbolik och syfte har varierat, liksom det sätt på vilket djuret behandlats före och efter offret. Ingen av de stora världsreligionerna praktiserar idag djuroffer.